# Egyptian Lover
Greg Broussard (Los Angeles, 31 augustus 1963), beter bekend onder zijn artiestennaam Egyptian Lover, is een Amerikaans muzikant, producent, en dj. Hij was een belangrijk onderdeel in de ontwikkeling en vorming van de elektronische dansmuziek, West Coast-hiphop, en rapscene in de jaren 1980.

## Biografie
Broussard startte zijn muziekcarrière in 1983 met zijn debuutsingle "Egypt, Egypt" dat een grote clubhit werd. Andere populaire nummers waren "And my beat goes boom" en "What is a dj if he can't scratch". Met zijn albums had The Egyptian Lover minder succes. Alleen het album On the Nile uit 1984 behaalde commercieel succes.
In 2015 kwam het album 1984 uit, waarop hij zijn traditie van analoge muziekinstrumenten voort zette. Hierop werd wederom de befaamde Roland TR-808 drumcomputer gebruikt, samen met andere instrumenten die hij gebruikte in de jaren 80.

## Discografie

### Albums
- On the Nile (1984)
- One Track Mind (1986)
- Filthy (1988)
- Pyramix (1993)
- Back from the Tomb (1994)
- Get into it (1998)
- Platinum Pyramids (2005)
- 1984 (2015)

### Ep's
- Egypt, Egypt EP (1984)
- Electro Pharao (2009)
- James Pants Meets Egyptian Lover (2009)

### Compilaties
- King of Ecstasy (His Greatest Hits Album) (1995)
- 1983–1988 (2016)